# Bodtjärnen (Frostvikens socken, Jämtland, 718370-145764)
Bodtjärnen är en sjö i Strömsunds kommun i Jämtland och ingår i Ångermanälvens huvudavrinningsområde. Sjön har en area på 0,0268 kvadratkilometer och ligger 594,7 meter över havet. Bodtjärnen ligger i Frostvikenfjällen Natura 2000-område.

## Delavrinningsområde
Bodtjärnen ingår i det delavrinningsområde (718278-145775) som SMHI kallar för Utloppet av 718381-145823. Medelhöjden är 696 meter över havet och ytan är 4,01 kvadratkilometer. Det finns inga avrinningsområden uppströms utan avrinningsområdet är högsta punkten. Vattendraget som avvattnar avrinningsområdet har biflödesordning 4, vilket innebär att vattnet flödar genom totalt 4 vattendrag innan det når havet efter 294 kilometer. Avrinningsområdet består mestadels av skog (75 procent) och kalfjäll (12 procent). Avrinningsområdet har 0,15 kvadratkilometer vattenytor vilket ger det en sjöprocent på 3,8 procent.